# Битва за Китайскую Республику
«Битва за Китайскую Республику» (англ. The Battle for the Republic of China, кит. трад. 辛亥雙十, упр. 辛亥双十, палл. Синь хай шуан ши) — кинофильм 1981 года совместного производства тайваньской кинокомпании Central Motion Picture Corporation и гонконгской киностудии братьев Шао, посвящённый событиям Синьхайской революция в Китае.

## Сюжет
В последние годы правления династии Цин основные силы Учанского восстания имели два главных источника: во-первых, новые войска во главе с Цзяном Иу и Лю Фуцзи; во-вторых, совместная деятельность Сунь У и Дэн Юйлиня из Общества содействия прогрессу. Обе эти стороны по-своему видят осуществление революции. Чтобы избежать разгрома со стороны маньчжурского двора, две группы повстанцев проводят совместное собрание, где разрабатывают план восстания.

## В ролях
| Актёр         | Роль         |
| ------------- | ------------ |
| Ти Лун        | Дэн Юйлинь   |
| Линь Фэнцзяо  | Юй Сучжэнь   |
| Кэ Цзюньсюн   | Сунь У       |
| Ван Дао       | Пэн Чуфань   |
| Ван Юй        | Сюйци        |
| Лин Фэн       | Ян Хуншэн    |
| Лю Хаои       | Хэин         |
| Эр Дуншэн     | Лю Фуцзи     |
| Ло Ман        | Цай Ханьцин  |
| Ван Фуши      | Сюн Бинкунь  |
| Сюй Мин       | Цай Цзиминь  |
| Чэнь Гуаньтай | Хуан Минтан  |
| Лю Дэкай      | Сун Цзяожэнь |

Источник

## Номинации и награды
19-й Тайбэйский кинофестиваль «Золотая лошадь» (1982)
Пять номинаций в категориях:
- Лучшая мужская роль — Ван Дао
- Лучшая юная звезда — Юй Шигэн
- Лучшая арт-режиссура — Чжан Цзипин
- Лучший дизайн костюмов — Джонсон Цао
- Лучшая звукозапись — Синь Цзяншэн, Се Исюн

Три премии в категориях:
- Лучший полнометражный фильм — Central Motion Picture Corporation, Shaw Brothers
- Лучшая оригинальная музыка для фильма — Ло Миндао
- Лучшая оригинальная песня для фильма — Чэн Мин, Чжао Нин[кит.], Линь Ни

Фильм был заявлен от Тайваня на премию «Оскар» за лучший фильм на иностранном языке, однако не вошёл в «шорт-лист» номинации.